# 캐릭온섀넌

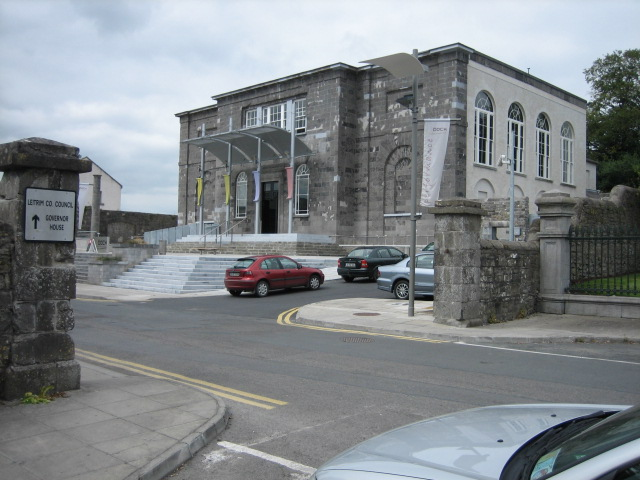

캐릭온섀넌(영어: Carrick-on-Shannon, 아일랜드어: Cara Droma Rúisc)은 아일랜드 리트림주의 주도이다.